# Live Forever
〈Live Forever〉는 기타리스트 노엘 갤러거에 의해 쓰인 영국의 록 밴드 오아시스의 곡으로, 1994년 8월 8일 오아시스의 데뷔 음반 《Definitely Maybe》이 발매되기 바로 전 그 음반의 세 번째 싱글로 발매되었다.
노엘 갤러거는 이 곡을 오아시스에 가입하기 전인 1991년에 작곡했다. 롤링 스톤스의 〈Shine a Light〉에서 영감 받은 이 곡은 당시 만연해 있었던 그런지 장르의 정신과 대립하는 낙관주의적 가사를 보여주었고, 곧 비평가들의 호평을 받으며 영국 차트 10위권 안에 들어간 오아시스의 첫 번째 싱글이 되었다.

## 배경설명과 녹음
노엘 갤러거는 1991년 그의 고향인 맨체스터의 건축 회사에서 일하는 동안 〈Live Forever〉를 썼다. 파이프 사고로 인해 그의 발이 부러진 후에, 그는 창고에서 덜 분주한 일을 맡았고 이는 그에게 작곡하기 위한 시간을 더 많이 가져다 주었다. 어느 날 밤에 그는 롤링 스톤스의 《Exile on Main St.》을 듣고 있었다. 그가 그의 첫 번째 코드 진행을 연주하는 동안, 노엘은 이것이 그 앨범의 보컬 멜로디들에 저항하는 좋은 사운드임을 알아차렸다. "이건 〈Shine a Light〉의 'May the good lord shine a light on you,'라는 부분에서 나왔어." 노엘은 회상했다. 노엘은 그 멜로디를 "아마도 나는 정말 알길 원하지 않는가봐 (Maybe I don't really wanna know)"라는 새로운 가사와 합체시켰다. 그 후에도 이 부분이 유일하게 노엘이 이 노래에서 완성시킨 부분이었다.
노엘은 이 곡을 그의 동생인 리암의 앞에서 연주했고, 리암은 감명을 받아 노엘에게 그의 밴드인 더 레인(The Rain, 훗날의 오아시스)에 들어와 달라고 요청했다. 이 곡은 훗날 밴드가 크리에이션 레코드와의 음반 계약을 확실히 하게 하는 데 도움을 주었다. 그가 처음으로 이 곡을 들었을 때를 회상하며, 크리에이션의 알란 맥기는 "그건 아마도 내가 그들과 함께 경험했던 것들 중에 단 하나의 최고로 훌륭한 순간이었어."라고 회상했다.
〈Live Forever〉의 데모 버전은 어쿠스틱 기타 솔로로 시작한다. 반면, 음반 버전은 프로듀서인 오웬 모리스가 이 인트로 부분을 잘라내고 토니 맥캐롤의 드럼 연주로 인트로를 대체하였다. 모리스는 더 나아가 노엘의 기타 솔로 중 두 번째 섹션도 잘라내었다. 노엘이 화가 났음에도 불구하고, 모리스는 그 파트가 "시발 마치 건즈 앤 로지스의 슬래시" 같은 소리가 난다고 느꼈다.

## 작곡
〈Live Forever〉는 G major이고, G-D-Am7-C-D의 코드 진행을 기본으로 하고 있으며, G 코드는 코러스 이전동안 Em로 변화한다. 이 곡은 절과 코러스 사이의 적절한 구분이 없으며("너와 난 영원히 살거야 (You and I are gonna live forever)"라는 후렴 부분의 가성만이 섹션을 구분해주고 있다), 보컬 멜로디 부분은 몇 개의 음들로만 이루어져 있다. 이 곡의 극단적으로 단순화된 구성은 "이 곡을 절대로 굳게 결심한 것처럼 규정짓지 않는다". 기타리스트인 폴 "본헤드" 아더스는 "내게 있어서 이 곡은 계속되는 거 같아"라고 말하였다.
이 곡은 짧은 휘파람과 함께 "Oh yeah"라고 말하는 목소리에 뒤이어 다른 악기의 반주 없이 시작되는 드럼 비트로 시작한다. 그 다음에는 메인 기타 라인과 피아노 선율, 그리고 리암 갤러거의 목소리가 뒤섞여 들어간다. 모든 절은 리암이 "Maybe/I don't really wanna know/How your garden grows/Cause I just wanna fly (아마도/나는 정말 너의 정원이 어떻게 자라는지/알기를 원치 않는지도 몰라/왜냐하면 난 그저 날고 싶거든)" 이 구절을 부르는 것과 함께 시작되며, 각각의 절들은 가성의 후렴구와 함께 끝난다. 기타 솔로는 두 번째 후렴구인 "You and I are gonna live forever" 이후에 시작된다. 세 번째 절이 끝나고 후렴 부분에서, 리암은 "Gonna live forever!"라는 가사를 '그의 괴로워하는 목소리'로 네 번 반복하며, 그 이후에 마지막 기타 솔로가 뒤따른다.
이 곡은 노엘과 리암의 어머니인 페기를 위한 송시로 해석된다. 일반적으로 이 곡의 가사는 낙관적인 견해를 강조하고 있다. 노엘 갤러거는 "그 당시에... 이건 그런지와 뭐 그런 것들 사이에서 쓰여졌어. 그리고 나는 너바나의 〈I Hate Myself and I Want to Die〉라고 불리는 곡을 기억해냈지. 그리고 그건 마치... '그래, 난 XX 그런 거 좋아하지 않아. 내가 그(너바나의 프론트맨 커트 코베인)를 매우 좋아하는 만큼 그런 게 싫다고. 난 사람들이 헤로인에 취해가지고 XX 와서 그들이 그들 자신을 증오하고 자살하고 싶다고 하는 뭐 그런 거 매우 싫다고. 그건 매우 XXX야. 애들은 그런 헛소리 들을 필요 없으니까."라고 설명하였다. 노엘이 〈Live Forever〉를 너바나나 그들의 음악에 직접적으로 응수하기 위해 의도적으로 만든 게 아니라고(노엘은 너바나의 공언된 팬임) 선언하였음에도 불구하고, 그는 그 당시 코베인의 삶과 그의 밴드를 대조하며 말하길, "내게 그는 모든 걸 가졌지만 그걸 끔찍해하는 걸로 보였어. 그리고 우리는 XX 아무것도 없었지. 그래도 나는 여전히 아침에 일어날 때마다 기분이 정말 좋아. 왜냐하면 니가 그 날 밤 어디로 가게 될 지 모르는 거잖아. 그리고 우리는 소변할 요강조차도 없었지. 그래도 끝내줬다고.". 노엘은 "우리는 그들이 절대로 볼 수 없는 것들을 봐(We see things they'll never see)"라는 가사는 오래된 친구들이 "아무도 알아듣지 못하고 (그들만이 알아듣는)" 농담과 이야기들에 관해 웃는 것이라고 설명하며 이 부분이 이 곡에서 가장 중요한 가사라고 생각한다.

## 반응
〈Live Forever〉는 1994년 8월 8일 밴드의 세 번째 싱글이며, 그들의 데뷔 앨범인 《Definitely Maybe》가 발매되기 한 달 전에 발매되었다. 이 곡은 그 당시 밴드의 곡들 중에서 일 년도 넘었던 곡들 중 하나이며, 오아시스에 관한 리뷰들 중에서 너무나 많은 언급을 지닌 곡이다. "그것의 (싱글로서의) 발매는 오랫동안 당연히 그렇게 되어야 할 것처럼 보였다."이 싱글에 관한 리뷰에서 NME는 〈Live Forever〉가 오아시스의 이전 싱글들에서 진보했음을 찾아내었다. "실은, 맨체스터식의 미울 정도의 오만함으로 보였던 것이 갑자기 완전히 무심한듯한 것으로 보이기까지 한다. 굉장히 훌륭한 곡이다."
오아시스의 첫 두 싱글인 〈Supersonic〉과 〈Shakermaker〉가 적당한 관심을 받은 반면, 〈Live Forever〉는 "전 세계의 관심을 받았다." 〈Live Forever〉는 오아시스의 첫 번째 10위권 히트가 되었으며, 1994년 영국 싱글 차트에서 10위까지 치솟았다. 1995년, 이 곡은 미국에서 밴드의 첫 번째 차트 성공작이 되었으며, 빌보드 모던 락 트랙에서 2위를, 주류 락 트랙 차트에서 10위를 기록하였다. 노엘 갤러거는 이 곡에 바쳐진 찬사들에 관해 "사람들은 내게 'Live Forever'이후에 '당신은 어디서 그런 걸 얻으신 거예요?'라고 묻는다. 그럼 난, '난 그게 '그 정도'로 좋다고 생각하지 않아. 나는 그게 존나 좋은 노래라고 생각하지. 하지만 난 그것보다 더 잘할 수 있다고 생각해'." 라고 이야기하였다.
〈Live Forever〉는 그것이 발매되고 수 년이 지난 이후에도 계속해서 찬사를 받고 있다. 2006년, 〈Live Forever〉는 Q매거진에서 투표를 실시한 가장 훌륭한 노래 1위로 명명되었다; 이 곡은 3년 전 이와 비슷한 Q매거진의 투표에서 9위에 랭크되었다. 2007년, 〈Live Forever〉는 NME와 XFM이 실시한 "가장 훌륭한 인디 밴드 찬가 50위" 투표에서 1위를 차지했다. 이 곡은 노엘 갤러거에 의해 선택되어 2006년 오아시스의 컴필레이션 앨범인 《Stop the Clocks》에도 포함되었다. 2009년, XFM이 다른 전 세계적인 방송과 함께 실시한 '전 시대의 가장 훌륭한 곡 100위' 조사에서 〈Live Forever〉는 1위를 기록했다.

## 뮤직 비디오
영국과 미국 방송을 위해 〈Live Forever〉는 두 개의 뮤직비디오가 제작되었다. 카를로스 그라소가 감독한 오리지널 뮤직 비디오는 예를 들면 리암 갤러거가 벽에 고정된 의자 위에 앉아있는다든가, 굉장히 많은 씬이 밴드의 드러머인 토니 맥캐롤을 생매장하는 장면을 위해 쓰여졌다든가 하는 별난 모습들이 많이 나온다. 영국 버전의 몇몇 프로모션 비디오는 존 레논에게 헌정된 뉴욕 센트럴 파크의 스트로베리 필즈 공동묘지에서 촬영되었다. 이 싱글의 표지에는 존 레논의 어린 시절 집이었던 251 Menlove Avenue가 등장한다.
닉 에간이 감독한 미국 버전의 뮤직비디오는 1970년 믹 재거가 시드 비셔스, 커트 코베인, 짐 모리슨, 존 레논, 브라이언 존스, 지미 헨드릭스, 마크 볼란, 그리고 보비 무어의 사진을 벽에 걸어놓은 사무실에서 밴드가 연주했던 "PERFORMANCE"의 연속으로, '터너로부터의 메모'에 관한 감사인 것처럼 보인다.
이 두 뮤직비디오 모두 2004년 "Definitely Maybe - The DVD"에 실렸다.

## 트랙 목록

### 영국 트랙 목록
- CD CRESCD 185

1. 〈Live Forever〉 – 4:38
2. 〈Up In The Sky〉 (Acoustic) – 3:32
3. 〈Cloudburst〉 – 5:21
4. 〈Supersonic〉 (Live) – 5:12

- 7" CRE 185

1. 〈Live Forever〉 – 4:38
2. 〈Up In The Sky〉 (Acoustic) – 3:32

- 12" CRE 185T

1. 〈Live Forever〉 – 4:38
2. 〈Up In The Sky〉 (Acoustic) – 3:32
3. 〈Cloudburst〉 – 5:21

- Cassette CRECS 185

1. 〈Live Forever〉 – 4:38
2. 〈Up In The Sky〉 (Acoustic) – 3:32

### 유럽 트랙 목록
- CD HES 660689 2

1. 〈Live Forever〉 (Radio Edit) – 3:43
2. 〈Live Forever〉 – 4:37
3. 〈Up In The Sky〉 (Acoustic) – 3:32
4. 〈Cloudburst〉 – 5:21
5. 〈Supersonic〉 (Live) – 5:10

## 세션
리암 갤러거 : 보컬
노엘 갤러거 : 리드 기타, 코러스
폴 "본헤드" 아더스 : 리듬 기타
폴 "귁시" 맥귀건 : 베이스
토니 맥캐롤 : 드럼

## 차트 순위

### 차트
| 차트 (1994년)                    | 순위 |
| -------------------------------- | ---- |
| UK 싱글 차트                     | 10   |
| 차트 (1994년)                    | 순위 |
| US 빌보드 Mainstream Rock Tracks | 10   |
| US 빌보드 Modern Rock Tracks     | 2    |

### 인증
| 국가                               | 인증     | 판매량/출하량 |
| ---------------------------------- | -------- | ------------- |
| 영국 (BPI)                         | 플래티넘 | 600,000       |
| 판매량+스트리밍을 기반으로 한 인증 |          |               |